# Les Femmes de Visegrad
Pour plus de détails, voir Fiche technique et Distribution.
Les Femmes de Visegrad (For Those Who Can Tell No Tales) est un film dramatique bosniaque écrit et réalisé par Jasmila Žbanić, sorti en 2013.

## Synopsis
Début des années 2010. Kym Vercoe, une actrice australienne, part seule visiter la Bosnie-Herzégovine. Son voyage se passe bien, à part une nuit de nausées dans un hôtel de Višegrad, le Vilina Vlas.
À son retour, elle découvre sur le Web que 200 femmes furent violées et tuées dans cet hôtel lors du massacre de Višegrad, en 1992. Profondément choquée, elle décide de repartir sur place pour filmer et comprendre pourquoi une telle tragédie est laissée sous silence.

## Fiche technique
- Titre : Les Femmes de Visegrad
- Titre original : Za one koji ne mogu da govore
- Titre international : For Those Who Can Tell No Tales
- Réalisation : Jasmila Žbanić
- Scénario : Zoran Solomun, Kym Vercoe, Jasmila Žbanić
- Photographie : Christine A. Maier
- Montage : Yann Dedet
- Son : Igor Camo
- Production : Damir Ibrahimovich, Jasmila Žbanić
- Sociétés de production : Deblokada Produkcija, The Doha Film Institute, The Post Republic
- Société de distribution : Happiness Distribution
- Pays d'origine :  Bosnie-Herzégovine
- Langue originale : bosnien, anglais
- Genre : Film dramatique
- Durée : 82 minutes (1 heure 22)
- Date de sortie :
  - Festival international du film de Toronto : 7 septembre 2013 (première présentation)
  -  Bosnie-Herzégovine : 1er octobre 2013
  -  France : 30 avril 2014

## Distribution
- Kym Vercoe : Kym Vercoe
- Simon McBurney : Tim Clancy, l'auteur du guide touristique
- Leon Lučev : Veljko, un des acteurs du massacre
- Damir Kustura : Darko, le motard qui drague Kym
- Alija Aljevic : le réceptionniste de l'hôtel
- Boris Isakovic : l'inspecteur de police
- Sasa Orucevic : le traducteur de la police
- Suvad Veletanlić : le danseur de rue

## Récompenses et nominations

### Nominations
2013
Festival de cinéma européen des Arcs : Flèche de Cristal
2014
Hong Kong International Film Festival : Prix SIGNIS

## Accueil
Télérama
« Ce film étonnant flotte entre documentaire et fiction : Kym Vercoe joue son propre rôle dans cette quête dédiée — comme dit le titre original — « à ceux qui ne peuvent plus raconter l'histoire ». »
Critikat
« Un thriller tendu quasi exclusivement sur ce hors-champ têtu à l’épreuve de faits encore plus têtus. […] Dommage, cependant, que cette sobriété dans le devoir de mémoire trébuche sur la fin. »
Le Monde
« À trop se défier des artifices, des effets dramatiques, la mise en scène, plate et littérale, échoue à restituer une dimension spirituelle à son sujet. L'évocation de ce drame n'exigeait pas un tel emballage de vide. »

## Autour du film
Le film est basé sur l'histoire vraie de Kym Vercoe. L'actrice est en voyage à Višegrad et son guide touristique lui conseille de passer la nuit à l'hôtel Vilina Vlas, dont elle ignore le passé tragique.